# Шопов, Христо
Хри́сто Нау́мов Шо́пов (болг. Христо Наумов Шопов; род. 4 января 1964, София, Болгария) — болгарский киноактёр.

## Биография
Родился 4 января 1964 года в Софии в семье известного актёра и режиссёра Наума Шопова. В 1987 году окончил Национальную академию театрального и киноискусства.
Снимается в болгарских и зарубежных фильмах. Международную известность получил благодаря роли Понтия Пилата в фильме Мела Гибсона «Страсти Христовы». Впоследствии повторил эту роль в фильме 2006 года — Расследование.

## Личная жизнь
- Первая жена — Александра Георгиева, балерина
  - Дочь Невена
- Вторая жена — Мариана Станишева, актриса, кастинг-директор
  - сын Наум.

## Фильмография
- 1981 — Дишай, човече!
- 1983 — О барышне и её мужской компании / За госпожицата и нейната мъжка компания
- 1987 — Очите плачат различно
- 1988 — Вчера
- 1989 — Тест 88
- 1989 — Разводи, разводи
- 1989 — Маргарит и Маргарита
- 1990 — Любовното лято на един льохман
- 1990 — Индиански игри
- 1993 — Кръговрат
- 1995 — Трафик
- 1995 — Нощта на самодивите
- 1995 — Полицаи и престъпници: Голямата ченгеджийница
- 1997 — Дон Кихот возвращается
- 2000 — Octopus
- 2000 — Mindstorm
- 2001 — Най-важните неща
- 2001 — Operation Delta Force 4: Deep Fault
- 2001 — Город ужаса / City of Fear
- 2001 — Серая зона / The Grey Zone
- 2001 — Death, Deceit & Destiny Aboard the Orient Express
- 2001 — Shark Hunter
- 2002 — Python 2 (TV)
- 2002 — Dark Descent
- 2002 — Interceptor Force 2 (TV)
- 2003 — Следвай ме
- 2003 — Marines
- 2003 — Истребитель драконов
- 2003 — I Am David
- 2003 — Alien Hunter
- 2004 — Target of Opportunity
- 2004 — Phantom Force
- 2004 — Страсти Христовы
- 2004 — Спартак / Spartacus
- 2004 — Славата на България
- 2005 — Кароль. Человек, ставший Папой Римским (TV)
- 2005 — Сакко и Ванцетти / Sacco & Vanzetti (TV)
- 2005 — Locusts: The 8th Plague (TV)
- 2006 — Расследование
- 2006 — Неоспоримый 2
- 2007 — Гнездо жаворонка
- 2009 — Главно представление
- 2009 — Барбаросса — Райнальд фон Дассель
- 2010 — Неоспоримый 3
- 2010 — Лов на дребни хищници
- 2011 — Love.net
- 2011 — Операция «Шменти капели»
- 2012—2013 — Къде е Маги?
- 2012 — As Wonderland Goes By
- 2013 — Древо жизни / Дървото на живота
- 2013 — Четвёртая власть / Четвърта власт
- 2015 — Кербала